# Умлена
Умлена или Умлено (на македонска литературна норма: Умлена) е село в Северна Македония, община Пехчево.

## География
Селото е разположено в историческата област Малешево.

## История
В местностите Грамадна и Могила северно от селото има следи от късноантични селища.
В края на XX век Умлена е българско село в Малешевска каза на Османската империя. В „Етнография на вилаетите Адрианопол, Монастир и Салоника“, издадена в Константинопол в 1878 година и отразяваща статистиката на населението от 1873 година, Умление (Oumlénié) е посочено като село с 40 домакинства, като жителите му са 153 българи.
Според статистиката на Васил Кънчов („Македония. Етнография и статистика“) от 1900 година Умлено е населявано от 500 жители българи християни.
В началото на XX век цялото население на Умлена е под върховенството на Българската екзархия. По данни на секретаря на екзархията Димитър Мишев („La Macédoine et sa Population Chrétienne“) през 1905 година в Юмлена има 600 българи екзархисти и функционира българско училище. Църквата „Възнесение Господне“ („Свети Спас“) е построена в 1904 година.
При избухването на Балканската война в 1912 година 4 души от селото са доброволци в Македоно-одринското опълчение.
Според преброяването от 2002 година селото има 354 жители, всички северномакедонци.
| Националност     | Всичко |
| северномакедонци | 354    |
| албанци          | 0      |
| турци            | 0      |
| цигани           | 0      |
| власи            | 0      |
| сърби            | 0      |
| бошняци          | 0      |
| други            | 0      |

## Личности
Родени в Умлена
- Антим Иванов, български революционер, деец на ВМРО[7][8]
- Атанас Умлянин, български революционер, войвода в Малешевско в 1903 година[9]
- Васил Иванов Умленски, български революционер, четник при Христо Димитров Кутруля[10]
- Васил Димитров Миов, български революционер, деец на ВМРО

Свързани с Умлена
- Иван Умленски (1917 – 1992), български езиковед, по произход от Умлена
- Мите Умленски (1879 – 1915), български революционер, малешевски войвода на ВМОРО, вероятно по произход от Умлена